# Volkor X
Volkor X est un artiste français de musique électronique. Il est auto-produit sous le label Planet Cracker Records. Il est une figure du milieu de la Synthwave et de son sous-genre Darksynth. Son pseudonyme est issu de la série télévisée San Ku Kaï.
Il utilise l'esthétique de la science-fiction apocalyptique à travers son personnage, Volkor X, seigneur galactique cherchant à étendre son emprise. Cette esthétique est renforcée par l'utilisation de samples issus de productions de science-fiction notamment radiophoniques telles qu'une version lue pour CBS Network en 1950 de La Terre demeure ou du film Attack from Space (en) de 1964 par Ichiro Miyagawa.

## Carrière
Pour Volkor X, l’envie de faire de la musique « vient des jeux vidéo auxquels je jouais gamin, et notamment de musiques de jeux sur C64. Certaines mélodies de Ben Daglish, Rob Hubbard ou Tim Follin m’ont marqué à vie. Ça m’a donné envie de faire pareil et j’ai très tôt commencé à essayer de faire de la musique avec des ordinateurs, pour plus tard m’intéresser à jouer sur des instruments plus traditionnels ».
Il commence sa carrière en 2015 par une collaboration avec le studio de jeu vidéo Motion Twin pour qui il compose la bande originale du jeu Badass Inc. Cette collaboration réussie lui permet de commencer ensuite la préparation de l'album This Means War qui sortira en 2016. L'album est construit comme un épique, un voyage à travers l'espace.
Volkor X poursuit par la suite ses collaborations avec notamment Daniel Deluxe ou Gloom Influx et des reprises (Donkey Kong Country, Turrican II: The Final Fight), rappel à son inspiration première. Il participe également aux bandes sons de plusieurs jeux vidéo tels que Desync ou Shift Quantum, et de la bande dessinée en ligne Heart Wired,.
Il sort en 2020 sont deuxième album studio, This Is Our Planet Now, qui reprend l'esthétique du premier album. En septembre 2021, l'album This Means War fête ses 5 ans. À cette occasion Volkor X publie This Means More War, une édition composée de reprises de l'album original par d'autres artistes darksynth comme The Algorithm ou Carbon Killer et augmentée de "travel logs" ayant pour but d'étoffer l'histoire décrite par l'album. Il contient également des extraits du film Dark Star dont l'utilisation est autorisée directement par John Carpenter.
Volkor X dévoile un troisième album intitulé The Loop le 23 août 2023 via le single Adrift et sortant le 20 octobre 2023. Le deuxième titre, One with the Void, est annoncé via un tweet le 19 septembre. Son clip est réalisé par des étudiants de l'école Objectif 3D d'Angoulême. The Loop est décrit comme créatif, transportant et inspiré par des sonorités post-metal. Comme les autres albums de Volkor X, il se conclut par un morceau éponyme accompagné par le guitariste Sylvain Coudret. The Loop est pensé comme un préquelle de This Means War. Avec 18 titres, il s'agit de son album le plus long.

## Influences et collaborations
Volkor X se dit influencé par Jean-Michel Jarre chez qui il a découvert les instrumentations au synthétiseur. Il trouve également inspiration chez John Carpenter, fréquemment cité par les artistes du milieu comme Carpenter Brut ou Perturbator et le genre métal. C'est notamment le travail de Carpenter Brut qui l'incite à se lancer dans la musique et le genre synthwave.
Il fait régulièrement appel à Dimi Kaye, producteur grec, et le guitariste du groupe Soilwork Sylvain Coudret qui ont travaillé respectivement sur les solos de Beacon, et des titres éponymes This Means War, This is Our Planet Now et The Loop,. À partir de This Is Our Planet Now, il collabore avec le producteur et compositeur Feather qui réalise les pistes guitare sur les morceaux Stratos et This Means War Remix.

## Discographie

### Bandes originales
Volkor X a participé aux bandes son des projets suivants. Sauf cas contraires indiqués, il s'agit de contributions partielles :
- Bande son complète pour Badass Inc, 2015[20] ;
- Desync, 2017[21] ;
- Shift Quantum, 2018[7] ;
- Bande son complète pour Heart Wired part 1, 2019[9] ;
- Bande son complète pour Heart Wired part 2, 2020[22] ;
- Road 96, 2021[23].